# Nicolae Golescu

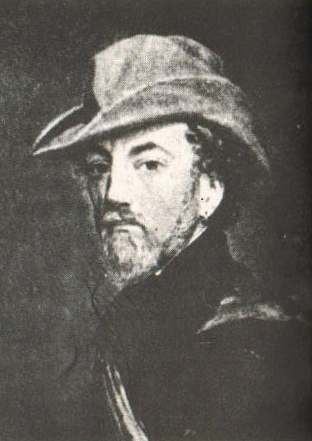
Nicolae Golescu

Nicolae Golescu (* 1810 in Câmpulung; † 1878) war rumänischer Staatsmann.
Nicolae Golescu, geboren als Sprössling einer walachischen Bojarenfamilie, ein Bruder von Ștefan Golescu, erhielt seine Erziehung in Genf. 1829 in die Walachei zurückgekehrt, trat er in das dortige Militär und wurde zum Obersten und Adjutanten des Gospodars Alexandru Ghica befördert.
Später trat er in den Zivildienst über und bekleidete verschiedene hohe Ämter. Nach dem Ausbruch der walachischen Revolution von 1848 spielte er eine hervorragende Rolle und hatte einige Monate lang die oberste Leitung aller Angelegenheiten des Fürstentums in seinen Händen. Nachdem eine Offiziersverschwörung zunächst versuchte, ihn und andere Revolutionäre zu verhaften, wurde er von einer Menschenmenge unter der Führung Ana Ipătescus, die vielleicht auch seine Geliebte war, befreit.
Nach der russisch-türkischen Okkupation des Landes verhaftet, entfloh er und schlug seinen Wohnsitz zu Paris auf. Erst durch den Pariser Frieden von 1856 wurde sein Exil beendigt. Als er im Juli 1857 in die Walachei zurückkehrte, wurde er von der Stadt Bukarest mit großer Majorität in den Dīwān gewählt, der am 21. Oktober die Vereinigung der beiden Donaufürstentümer beschloss, zum Vizepräsidenten dieser Versammlung erhoben und später zum Minister des Auswärtigen in dem Kabinett ernannt, welches nach der Doppelwahl des Fürsten Alexandru Ioan Cuza (Fürst Alexandru Ioan I.) an die Spitze der Geschäfte trat.

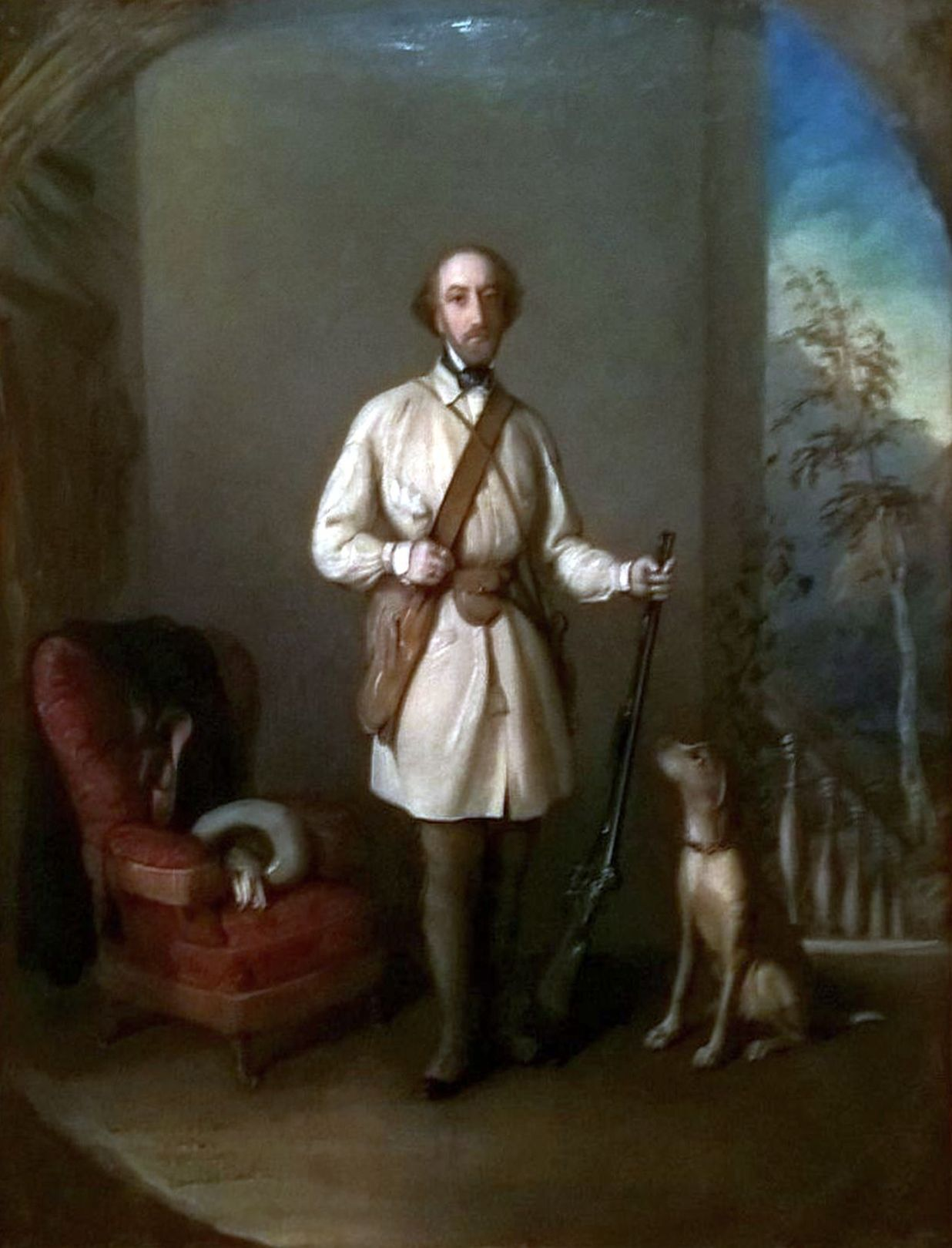
Porträt von Constantin Daniel Rosenthal

1860 wurde er Kriegsminister, schied jedoch 1861 aus, da er mit der Politik des Fürsten nicht einverstanden war, und schloss sich der entschiedensten Opposition an. 1866 stand er an der Spitze der Verschwörung, welche Cuza stürzte (23. Februar), und wurde das Haupt der provisorischen Regierung.
Am 12. Mai 1868 wurde er unter Fürst Karl von Hohenzollern (Carol I.) auswärtiger Minister und Ministerpräsident und mit Unterdrückung der Israelitenunruhen beauftragt; im November wieder entlassen, wurde er zum Präsidenten des Senats erwählt. Golésco gehörte zur extrem nationalen Partei, welche nach Losreißung von der Türkei und Vereinigung aller Rumänen zu einem Staat strebte. Mit Fürst Karl unzufrieden, versuchte er am 20. August 1870 in Ploiești nebst anderen Bojaren die Republik zu proklamieren, wurde verhaftet, von den Geschworenen aber am 29. Oktober freigesprochen.
Dieser Artikel basiert auf einem gemeinfreien Text aus Meyers Konversations-Lexikon, 4. Auflage von 1888 bis 1890.
| Personendaten    | Personendaten         |
| ---------------- | --------------------- |
| NAME             | Golescu, Nicolae      |
| KURZBESCHREIBUNG | rumänischer Politiker |
| GEBURTSDATUM     | 1810                  |
| GEBURTSORT       | Câmpulung             |
| STERBEDATUM      | 1878                  |